# Complejo indutrial Methanex Cabo Negro
El complejo industrial Methanex Cabo Negro es una planta destinada a la producción de metanol a partir de gas natural. Es propiedad de la empresa canadiense Methanex y está ubicada en Cabo Negro, al norte de Punta Arenas.

## Desalinización de agua de mar
A partir de agua de mar la planta produce 63 l/s de agua de uso industrial por osmosis inversa. Esta agua se utiliza como insumo en la producción de metanol.: 37 